# Ндамбі а Нгола
Ндамбі аНгола (*д/н — 1561) — 2-й нголо (володар) незалежної держави Ндонго в 1556—1561 роках.

## Життєпис
Син Нголи Кілундже. Посів трон 1556 року. Спочатку продовжив політику, спрямовану на зміцнення відносин з Португалією та захист кордонів від королівства Конго.
1560 року прийняв посольство португальців на чолі з Паулу Діаш де Новаїшем, онуком Бартоломеу Діаша, разом з кількома єзуїтами, проте договір укладено не було. Діаш поїхав, залишивши в Ндонго єзуїтів. Невдовзі мав військовий конфлікт з португальцями, внаслідок якого загинув 1561 року. Трон спадкував його син Нгола Кілундже кваНдамбі.